# 柳树河 (小八虎力河)
柳树河，位于中华人民共和国黑龙江省桦南县北部的一条河流，是小八虎力河左岸支流。有南、北两源，主源南柳树河发源于桦南县北部七峰林场以北完达山余脉七星砬子西南麓，蜿蜒向西南流经七峰林场、五七林场等地，于孟家岗镇长安村长发屯南转西流，在孟家岗镇西南右纳北柳树河后转南流，于中心村以西流流入向阳山水库。河流全长36千米，流域面积360平方千米，年均径流量0.63亿立方米。